# Kettenreihe

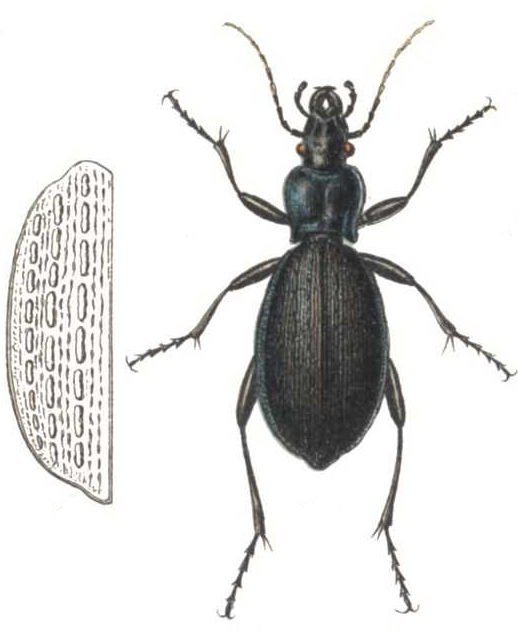
Dunkelblauer Laufkäfer (Carabus intricatus), Elytre mit drei deutlichen Kettenreihen

Eine Kettenreihe ist in der Entomologie eine besonders ausgeprägte Skulpturierung auf den Flügeldecken (Elytren) von Käfern. Die Kettenreihen gehören dabei zu den wichtigsten anatomischen Bestimmungsmerkmalen für diese Tiergruppen, insbesondere für Laufkäfer (Carabidae) und andere auffällige Arten. Gebildet werden sie durch knotige Erhöhungen in der harten  Chitinschicht der Flügel, die hintereinanderliegen und so eine Kette ergeben.

## Belege
- Jiři Zahradnik, Irmgard Jung, Dieter Jung et al.: Käfer Mittel- und Nordwesteuropas: ein Bestimmungsbuch für Biologen und Naturfreunde. Parey, Berlin 1985, ISBN 3-490-27118-1, S. 71.